# Sagartia sociabilis
Sagartia sociabilis is een zeeanemonensoort uit de familie Sagartiidae. De anemoon komt uit het geslacht Sagartia. Sagartia sociabilis werd in 1918 voor het eerst wetenschappelijk beschreven door Gravier. 